# تیری توسیا
تیری توسیا (به فرانسوی: Thierry Tusseau) بازیکن فوتبال و هافبک اهل فرانسه است که از سال ۱۹۷۷ تا ۱۹۸۶ میلادی عضو تیم ملی فوتبال فرانسه بوده‌است. وی در ۲۲ بازی ملی حضور داشته است و در بازی‌های ملی‌اش گلی به ثمر نرساند.